# Sint-Olofskapel

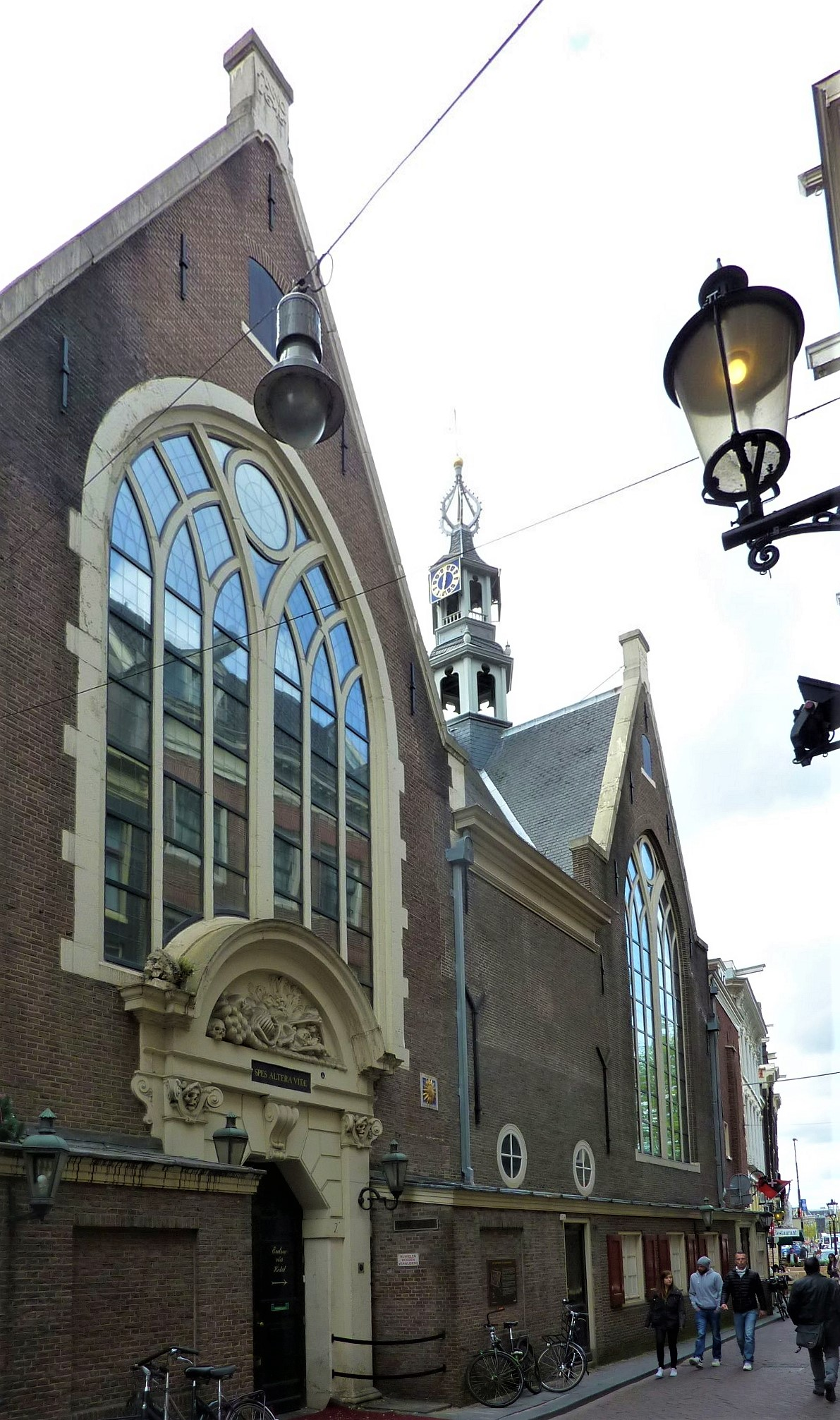
De Sint-Olofskapel

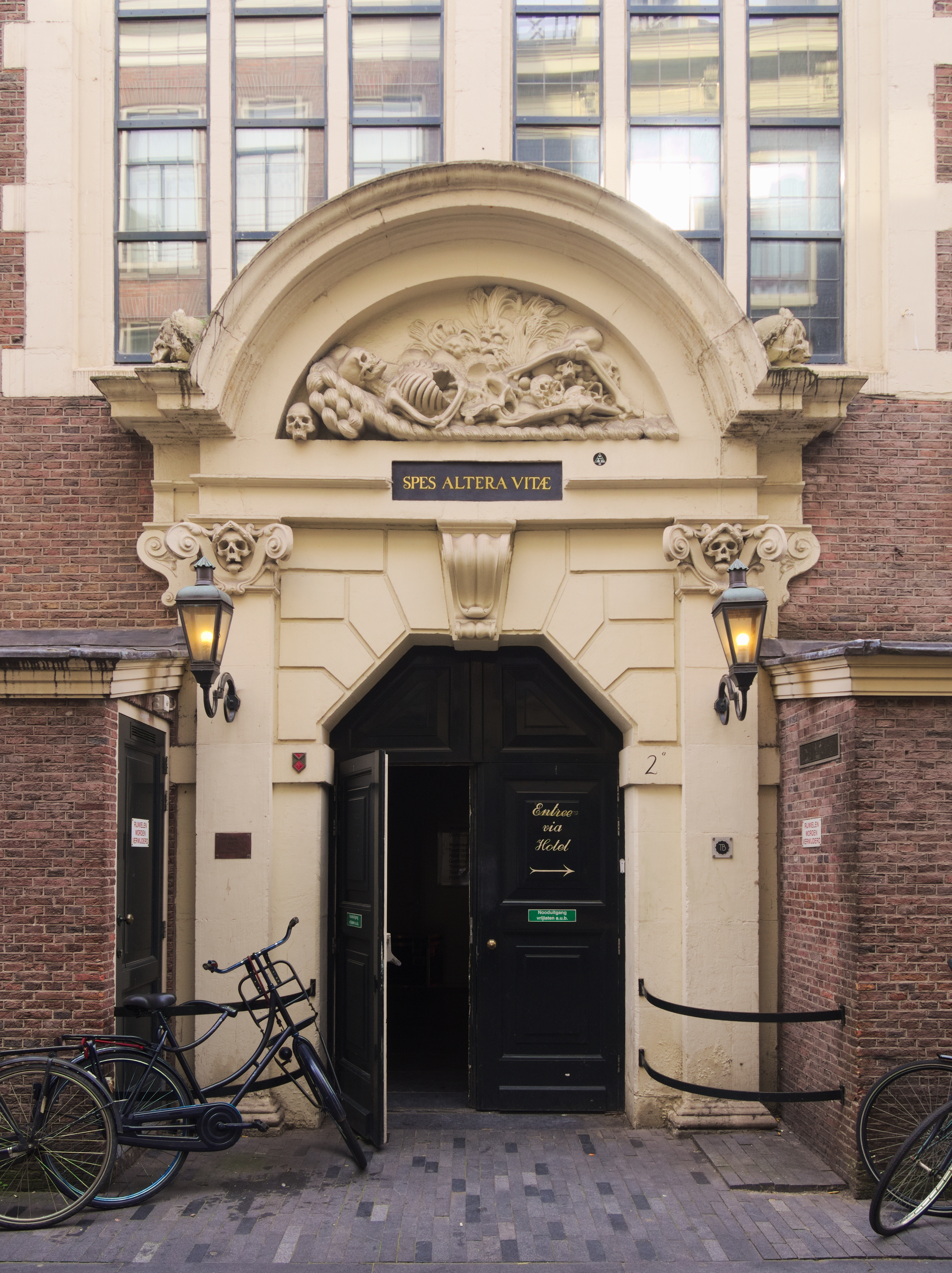
De toegangspoort van de Sint-Olofskapel aan de Zeedijk.

De Sint-Olofskapel, of Oudezijds Kapel, is een gebouw in de Nederlandse stad Amsterdam.
Het voormalige kerkgebouw staat in de binnenstad van Amsterdam, tussen de Zeedijk en de Nieuwebrugsteeg, nabij het Damrak.
De eerste Sint Olofskapel werd tussen 1440 en 1450 gebouwd tegen een grote stadspoort aan, de Sint Olofspoort. In 1618 is het poortgebouw afgebroken, maar de vroegere doorgang heet nog steeds "Sint Olofspoort" (als straatnaam). Beschermheilige was "Sint Olof".

## Geschiedenis
De kapel is gewijd aan Sint-Olof (Olaf II), de patroonheilige der zeevaarders, die tevens koning van Noorwegen was en het christendom in dat land had verspreid. Niet alleen in de geschiedenisboeken uit de Gouden Eeuw staat dit expliciet vermeld, ook Vondel maakte er gewag van in zijn gedicht voor het nieuwe stadhuis in 1655 (Daer d’Aemstelheer, van outs, de zeekapelle wydde, Ter eere van Godts Helt, Sint Olof, die zijn’ troon in ’t Noorden had gebouwt, en wien de martelkroon met recht wert toegekeurt).
Door sommigen werd gesuggereerd dat de kapel mogelijk aan de brabander Sint Odulphus was gewijd, maar aangezien dit de auteurs uit de Gouden Eeuw tegenspreekt, en deze heilige geen enkele associatie met de zeevaart had (Amsterdams belangrijkste bron van inkomsten), is dit nogal onwaarschijnlijk. Aan het einde van de 15de eeuw werd de kapel meerdere malen uitgebreid. Zo werd er een veelhoekig kapelletje aangebouwd: de Jeruzalemkapel, waarin een "kopie" van het Heilig Graf moet hebben gestaan; deze Jeruzalemkapel is in 1644 gesloopt.
Na de Alteratie (omwenteling) van Amsterdam, in 1578, stond het gebouw een tijd leeg. Vanaf 1586 mochten kooplieden ervan gebruikmaken om beurs te houden. In 1602 werd de kapel overgedragen aan de gereformeerden die er kerkdiensten hielden. Sindsdien sprak men van de Oudezijds Kapel (de Nieuwezijds Kapel was de vroegere Heilige Stede aan Rokin en Kalverstraat, gesloopt in 1908). De vergroting van de kapel in 1644 leverde het huidige gebouw op, een driebeukige kerk met een niet geheel symmetrische plattegrond. Van de vier pilaren was er één laat-gotisch en de andere drie werden in stijl bijgemaakt. Het geheel bleef geïnspireerd op de gotiek, maar de toegangspoortjes, één aan de Zeedijk uit 1644 en twee aan de Nieuwebrugsteeg uit 1620 en 1671, zijn 17de-eeuwse renaissance.

## Archeologische opgravingen
De kapel had een houten torentje dat in 1543 van een uurwerk was voorzien. Het torentje is in 1820 door brand verloren gegaan en werd niet herbouwd. Na de laatste kerkdienst in 1912 heeft de kapel uiteenlopende bestemmingen gehad. In de jaren vijftig werd er wekelijks kaasbeurs gehouden. In 1964 werd het gebouw op last van de gemeente Amsterdam gesloten wegens instortingsgevaar, waarna het verder bergafwaarts ging. In 1966 brandde de kapel grotendeels af, waarna jarenlang de dichtgetimmerde ruïne de Zeedijk en omgeving heeft ontsierd. In 1969 werd een nooddak aangebracht om de restanten te beschermen. In hetzelfde jaar begonnen hier archeologische opgravingen.

## Restauratie

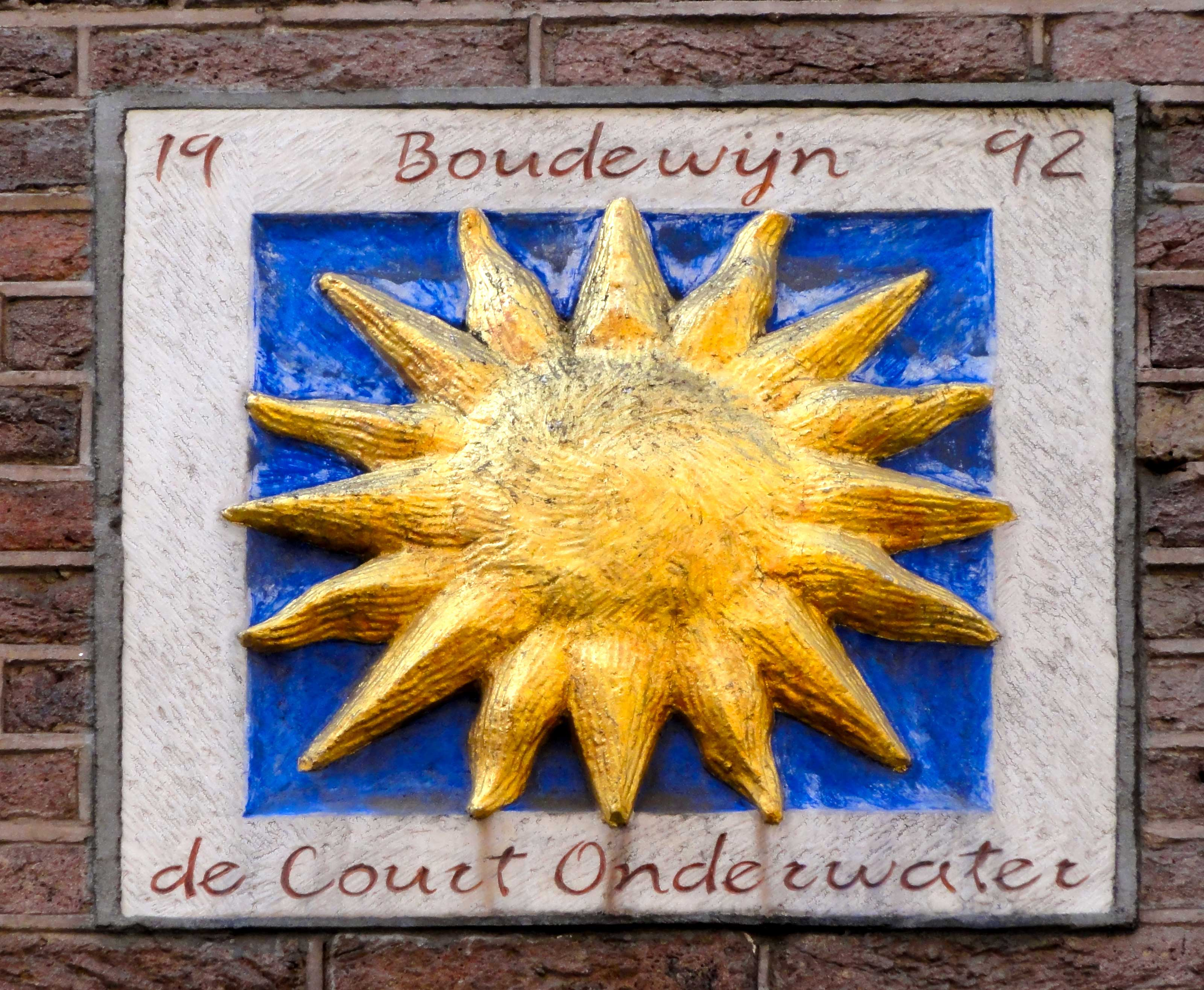
Gevelsteen ter gedachtenis aan, tijdens de restauratie, overleden Boudewijn de Court Onderwater

In 1967 werd de ruïne overgedragen aan de Vereniging Hendrick de Keyser, maar de restauratie bleef uit. Redding kwam in 1991 toen de gemeente de kapel kocht voor een symbolische gulden en het in erfpacht met restauratieverplichting aan de Stichting Restauratie Monumenten gaf, die op haar beurt een gebruiksovereenstemming na voltooiing sloot met het Barbizonhotel van de NH Hotel Group. Daarna begon de restauratie. Tijdens de restauratie overleed een van de architecten: Boudewijn de Court Onderwater. Ter gedachtenis is bijgaande gevelsteen geplaatst.
De kapel dient tegenwoordig als congrescentrum van het Barbizon.